# بخش اهوک
بخش اهوک (به اسپانیایی: Ahuac District) یک سکونتگاه مسکونی در پرو است که در منطقه خونین واقع شده‌است.

## خصوصیات
بخش اهوک ۷۲٫۰۴ کیلومترمربع مساحت و ۷٬۱۹۸ نفر جمعیت دارد و ۳٬۳۱۵ متر بالاتر از سطح دریا واقع شده‌است.